# Trimeresurus fasciatus
Trimeresurus fasciatus — вид отруйних змій родини Гадюкові.

## Поширення
Вид є ендеміком невеликого  індонезійського острова Джампея, що знаходиться поруч острова Сулавесі.

## Опис
Типовий зразок сягав 45,5 см завдовжки, включаючи хвіст 8 см.